# Crossac

Localització de Crossac

Crossac (en bretó Kraozieg) és un municipi francès, situat a la regió de país del Loira, al departament de Loira Atlàntic, que històricament ha format part de la Bretanya. L'any 2006 tenia 2.526 habitants. Limita amb els municipis de Sainte-Reine-de-Bretagne al nord, Pontchâteau, Besné, Donges, Saint-Malo-de-Guersac i Saint-Joachim.

## Demografia
| 1962                                       | 1968  | 1975  | 1982  | 1990  | 1999  |
| ------------------------------------------ | ----- | ----- | ----- | ----- | ----- |
| 1.517                                      | 1.558 | 1.658 | 2.067 | 2.277 | 2.136 |
| Des de 1962: població sense dobles comptes |       |       |       |       |       |

## Administració
| Període   | Identitat         | Partit |
| --------- | ----------------- | ------ |
| 1945-1971 | Rogatien Corbillé |        |
| 1971-1991 | Paul Faugeron     |        |
| 1991-1995 | Michel Bily       |        |
| 1995-2008 | Henri Guihard     |        |
| 2008-     | Véronique Moyon   |        |